# Amblyeleotris aurora
Amblyeleotris aurora là một loài cá biển thuộc chi Amblyeleotris trong họ Cá bống trắng. Loài cá này được mô tả lần đầu tiên vào năm 1979.

## Từ nguyên
Từ định danh aurora được đặt theo tên của Aurora, nữ thần bình minh trong thần thoại La Mã, hàm ý đề cập đến hoa văn nổi bật trên vây đuôi loài cá này.

## Phạm vi phân bố và môi trường sống
A. aurora có phân bố tập trung ở Ấn Độ Dương, bao gồm Nam Phi, cụm Aldabra và quần đảo Amirante (Seychelles), Maldives, biển Andaman và đảo Sumatra. Ảnh chụp được cho là A. aurora ở Réunion chưa được xác minh.
A. aurora sống trên nền bãi cát và đá vụn của đầm phá và rạn san hô, độ sâu đến khoảng 40 m.

## Mô tả
Chiều dài cơ thể lớn nhất được ghi nhận ở A. aurora là 11 cm. Đầu và thân màu trắng, có 5 khoanh sọc màu nâu đỏ. Vệt đốm màu đỏ tươi nổi bật từ dưới mắt xuống sau hàm. Rìa vây lưng sau có hàng đốm cam đến đỏ viền xanh lam. Vây đuôi màu vàng có nhiều đốm đỏ viền xanh.
Số gai vây lưng: 7; Số tia vây lưng: 13; Số gai vây hậu môn: 1; Số tia vây hậu môn: 14; Số gai vây bụng: 1; Số tia vây bụng: 5; Số tia vây ngực: 18–20.

## Sinh thái
A. aurora sống cộng sinh với tôm gõ mõ Alpheus randalli.